# Tosanoides
Genre
Tosanoides est un genre de poissons marins à nageoires rayonnées de la sous-famille des Anthiadinae. On les trouve à des profondeurs de 40 à 150 m dans les récifs coralliens et rocheux de l'océan Pacifique, du Japon à travers la mer de Corail et Hawaï jusqu'à l'île de Pâques.

## Description
Les espèces de Tosanoides atteignent une longueur de 5 à 10 cm et se distinguent par leur coloration aux teintes orange, jaune, rougeâtre, bleue et violette. Le premier rayon de la nageoire dorsale est aussi long que le diamètre des yeux ou beaucoup plus long. Les nageoires pectorales sont plus longues que la tête.
- Formule des nageoires : Dorsale X/17 ; Anale III/8-9 ; Pectoral 13, Caudale 13.
- Branchiospines : 8-10+24-26=34-35.

Tosanoides partage les caractéristiques suivantes avec les genres Serranocirrhitus et Dactylanthias : un corps allongé, tous les rayons des nageoires pectorales ne sont pas ramifiés, la nageoire caudale est en forme de croissant, la ligne latérale forme un angle sous les derniers rayons de la nageoire dorsale et le bord supérieur du préopercule est légèrement dentelé. 
Tosanoides diffère de Serranocirrhitus par la partie inférieure du corps, un premier rayon de nageoire dorsale plus long et moins de rayons mous dans la nageoire dorsale (17 contre 18-20). 
Tosanoides diffère de Dactylanthias par un premier rayon de nageoire dorsale plus long, une mâchoire inférieure non saillante et moins de rayons de nageoire pectorale (13 contre 18).
Tosanoides diffère du genre Tosana, étroitement apparenté, par un corps plus grand, un premier rayon de nageoire dorsale plus long, de longues nageoires pectorales soutenues uniquement par des rayons de nageoire non ramifiés et trois os prédorsaux (os situés devant la nageoire dorsale). Tosana, en revanche, possède de courtes nageoires pectorales avec des rayons médians ramifiés et seulement deux os prédorsaux.

## Liste des espèces
Selon World Register of Marine Species (28 décembre 2024) :

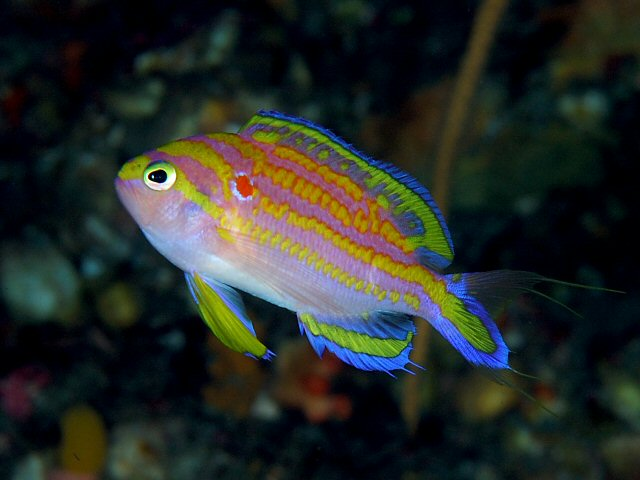
Tosanoides flavofasciatus

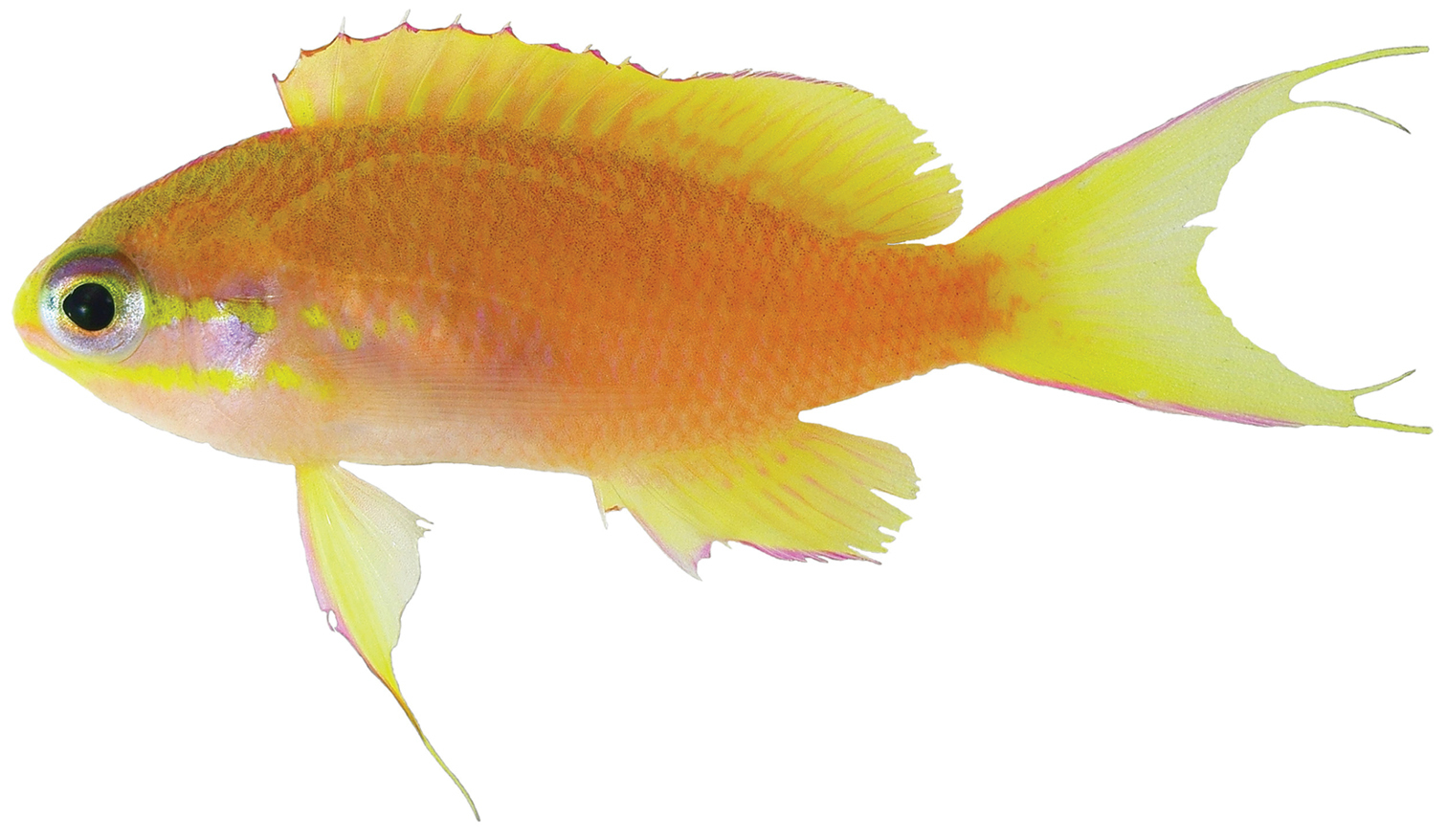
Tosanoides obama

- Tosanoides annepatrice Pyle, Greene, Copus & Randall, 2018[3]
- Tosanoides aphrodite Pinheiro, Rocha & Rocha, 2018
- Tosanoides bennetti Allen & Walsh, 2019 [4]
- Tosanoides filamentosus Kamohara, 1953
- Tosanoides flavofasciatus Katayama & Masuda, 1980
- Tosanoides obama Pyle, Green & Kosaki, 2016[5]

Des spécimens vivants de Tosanoides bennetti ont été filmés pour la première fois lors d'un projet de recherche mené en 2020 dans la mer de Corail par des scientifiques australiens.)

## Systématique
Le genre Tosanoides a été introduit en 1953 avec la description de Tosanoides filamentosus et était initialement monotypique. Avec la description d'une autre espèce, Tosanoides flavofasciatus, la diagnose du genre a été élargie. En 2016 et 2018, trois autres espèces ont été décrites.
Pseudanthias fucinus (Randall & Ralston, 1985) partage de nombreux caractères avec Tosanoides et pourrait devoir être transféré dans ce genre. De plus, une espèce non décrite est connue de l’île de Pâques.

### Étymologie
Le nom générique, Tosanoides, est la combinaison du genre Tosana et du suffixe latin -oides, « qui ressemble à », fait référence à la ressemblance de ce genre avec les espèces du genre Tosana.

### Publication originale
- (en) T. Kamohara, « Marine fishes newly found in Prov. Tosa, Japan, with descriptions of a new genus and species », Research Reports of Kôchi University, Japon, vol. 2, no 11,‎ juin 1953, p. 1-10 (ISSN 0452-246X).